# Nagato, Yamaguchi
Nagato (長門市 (Trường Môn thị) Nagato-shi) là một thành phố thuộc tỉnh Yamaguchi, Nhật Bản.